# Konferencja Episkopatu Gwinei Równikowej
Konferencja Episkopatu Gwinei Równikowej (hisz. Conferencia Episcopal de Guinea Ecuatorial) – instytucja zrzeszająca biskupów Kościoła katolickiego w Gwinei Równikowej z siedzibą w Malabo. Należy do Stowarzyszenia Konferencji Episkopatów Afryki Środkowej.

## Przewodniczący
- arcybiskup Malabo Rafael María Nze Abuy CMF (1983 – 1991)
- biskup Bata Anacleto Sima Ngua (1992 – 2000)
- arcybiskup Malabo[a] Ildefonso Obama Obono (2000 – 2016?)
- arcybiskup Malabo Juan Nsue Edjang Mayé (2017 - nadal)